# 3648 Raffinetti
3648 Raffinetti (1957 HK) là một tiểu hành tinh vành đai chính được phát hiện ngày 24 tháng 4 năm 1957 ở La Plata.